# Rubel Miya
Rubel Miya là một cầu thủ bóng đá người Bangladesh thi đấu ở vị trí tiền đạo. Hiện tại anh thi đấu cho Dhaka Abahani.

Rubel giành danh hiệu Cầu thủ xuất sắc nhất trận chung kết của Cúp Độc lập 2-16.

## Bàn thắng quốc tế

### U19
| #  | Ngày                 | Địa điểm                          | Đối thủ     | Tỉ số | Kết quả | Giải đấu                                        |
| -- | -------------------- | --------------------------------- | ----------- | ----- | ------- | ----------------------------------------------- |
| 1. | 10 tháng 10 năm 2013 | Sân vận động Franso Hariri, Arbil | U-19 Kuwait | 1-0   | 1-0     | Vòng loại Giải vô địch bóng đá U-19 châu Á 2014 |

### Câu lạc bộ
Sheikh Jamal DC
| #  | Ngày                 | Địa điểm                             | Đối thủ          | Tỉ số | Kết quả | Giải đấu                 |
| -- | -------------------- | ------------------------------------ | ---------------- | ----- | ------- | ------------------------ |
| 1. | 15 tháng 11 năm 2014 | Sân vận động Changlimithang, Thimphu | Druk United F.C. | 3–0   | 3–0     | 2014 King's Cup (Bhutan) |

Dhaka Abahani
| #  | Ngày                | Địa điểm                                      | Đối thủ      | Tỉ số | Kết quả | Giải đấu     |
| -- | ------------------- | --------------------------------------------- | ------------ | ----- | ------- | ------------ |
| 1. | 3 tháng 5 năm 2017  | Sân vận động Quốc gia Bangabandhu, Dhaka      | Bengaluru FC | 2–0   | 2–0     | 2017 Cúp AFC |
| 2. | 11 tháng 4 năm 2018 | Sân vận động Thể thao Indira Gandhi, Guwahati | Aizawl FC    | 1–0   | 3–0     | Cúp AFC 2018 |